# Kongulu Mobutu
Ndolo Michel Mathieu Kongulu Mobutu (27 de abril de 1970 - 24 de setembro de 1998) foi um militar e empresário quinxassa-congolês, filho de Mobutu Sese Seko, presidente do Zaire (atual República Democrática do Congo). Como militar, foi oficial da Divisão Especial Presidencial.

## Biografia

### Juventude
Kongulu (também conhecido como Kongolo) foi um dos vinte e um filhos do presidente Mobutu Sese Seko. Sua mãe foi a primeira esposa do presidente, Marie-Antoinette Gbiatibwa Gogbe Yetene, que morreu em 1977. Ele foi descrito como "um homem atarracado e barbudo com gosto por carros velozes, jogos de azar e mulheres".

### Atividade despótica
Kongulo Mobutu era um capitão na Divisão Especial Presidencial. Quando deixou a Escola de Treinamento de Oficiais em Kananga, iniciou sua carreira como segundo-tenente no Serviço de Ações e de Inteligência Militar (SARM). Como capitão, foi secretário pessoal do General Bolozi Gbudu no SARM, tornando-se o protegido do general; ademais, Bolozi era casado com a tia de Kongulu. Kongulu foi o principal executor nos últimos anos do regime despótico de seu pai; seu tratamento brutal dos oponentes políticos lhe rendeu o apelido de "Saddam".
Após um incidente que o colocou em problemas com seu pai sobre lavagem de dinheiro, fugiu para a Líbia e o Oriente Médio. O presidente Mobutu enviou uma equipe de seus guardas para trazer Kongulu de volta para casa; entretanto, regressaram sem sucesso. Desse curto exílio, Kongulu recebeu o apelido de "Vaticano", como se ele fosse um estado dentro de um estado.

### Atividade empresarial
Kongulu Mobutu foi responsável por vários negócios no Zaire, incluindo empresas de transporte e importação. Segundo um ex-funcionário, citado em um relatório da Organização das Nações Unidas (ONU), uma de suas empresas, Hyochade, atuou como fachada para extorsão, propaganda estatal e vigilância de opositores políticos. O programa investigativo da rede alemã ZDF Kennzeichen D afirmou que Kongulu participou do desvio da riqueza nacional ajudando a organizar o movimento secreto de ouro para a Gâmbia durante a década de 1990.

### Fuga durante a revolução
Em abril de 1997, quando as forças lideradas por Laurent-Désiré Kabila avançavam em direção à capital do Zaire, Quinxassa, foi alegado que Kongulu Mobutu compilou uma lista de 500 oponentes de seu pai que deveriam ser assassinados. Quando as tropas entraram na cidade em 17 de maio, o ministro da Defesa, general Donatien Mahele Lieko Bokungu tentou negociar e foi morto a tiros; suspeita-se que Kongulu teve um papel em sua morte.
Ele foi a última pessoa mais notória do regime de Mobutu a deixar Quinxassa em 17 de maio de 1997, depois de tentar sem sucesso defender o governo de seu pai (ele comandou os guarda-costas do pai na linha de frente). Kongulu fugiu pela fronteira para Brazavile mais tarde naquele dia, enquanto os rebeldes estavam aproximando-se da margem do rio Congo. Sua casa foi saqueada por soldados e civis.

## Família
Kongulu era casado com Dany Kanyeba Nyembwe e tiveram filhos juntos. Eles moravam em Quinxassa.

## Morte
Kongulu Mobutu morreu no exílio em Mônaco em 24 de setembro de 1998, aos 28 anos (um ano depois de comparecer ao funeral de seu pai em Rabat, Marrocos). A ex-jornalista da Reuters Michela Wrong escreveu que ele e seu irmão Nyiwa morreram de AIDS.